# Claudio Gabriele de Launay
Conte Claudio Gabriele de Launay (Duingt, 6 ottobre 1786 – Torino, 21 febbraio 1850) è stato un nobile, politico e patriota italiano.

## Biografia
Aristocratico savoiardo e militare di carriera,  era figlio del conte Luigi Filiberto de Launay e della nobildonna francese Anne De La Balme. Sposò la nobildonna Camille Angelique Caze de Méry.
Intrapresa la carriera militare, partecipò alle guerre della sesta e della settima coalizione antifrancese. Crollato il governo napoleonico, rientrò nelle file dell'esercito sabaudo e venne promosso Maggiore dal 1825, Colonnello nel 1831 e Luogotenente Generale nel 1843, anno in cui ottenne anche la carica di Viceré di Sardegna fino al 1847, l'ultimo a detenere tale carica.
In seguito alla sconfitta nella prima guerra di indipendenza fu Presidente del Consiglio del Regno di Sardegna dal 27 marzo al 7 maggio 1849 e nel contempo anche Ministro degli Esteri, il primo dopo l'ascesa al trono di Vittorio Emanuele II. Sciolto il Parlamento e superata l'emergenza, il re lo sostituì con Massimo d'Azeglio, liberale moderato, già prima dello svolgimento delle elezioni. Venne quindi nominato Generale d'armata per poi ritirarsi a vita privata.
Morì nel 1850 a Torino.

## Incarichi di Governo
Regno di Sardegna post 4 marzo 1848 - Regno d'Italia:
- Ministro degli affari esteri (27 marzo-7 maggio 1849)
- Presidente del Consiglio dei ministri (27 marzo-7 maggio 1849)